# 代官山教会

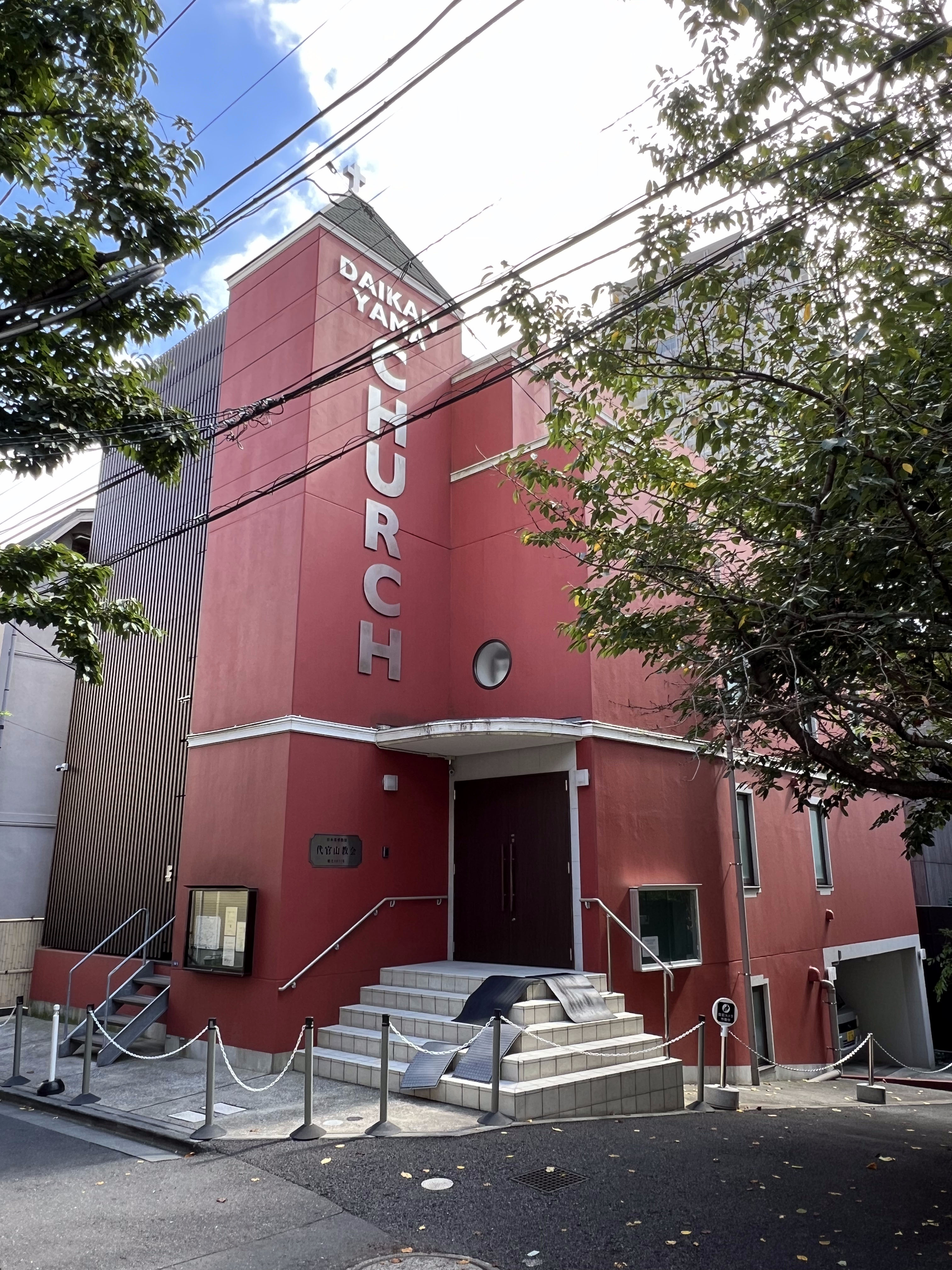
外観

代官山教会（だいかんやまきょうかい）は、東京都渋谷区代官山町にある教会である。1917年に設立された。牧師は今村正夫。

## 歴史

### 設立
1917年7月22日に「日本組合基督教会城南教会」として、旧東京市麻布区一本松町41番地に設立された。

### 移転・会堂
1929年、東京都渋谷区代官山町14番18号（現東京都区部による住所）に移転し、会堂が建設された。建物は1945年に起きた東京大空襲の戦火を免れ、その後幾度か改築･改装された。また、築83年を経た2012年に老朽化と耐震問題により解体され、2013年には渋谷区代官山町14番3号に50m程移転して会堂が新築されている。

### 改称
1941年の「日本基督教団」設立に伴い、同年「日本基督教団城南教会」に改称、さらに1968年には所在地町名に合わせて「日本基督教団代官山教会」に改称した。

### その他
1948年に付属「のぞみ幼稚園」が開園された。1982年に閉園している。

## 墓地
横浜市緑区鴨居町2551-3に「メモリアルステージ新横浜」という霊園がある。